# Kanton Nord-Lévezou
Nord-Lévezou is een kanton van het Franse departement Aveyron. Het kanton maakt deel uit van de  arrondissementen Millau (één gemeente) en Rodez (drie gemeenten). In 2021 telde het 13.628 inwoners.
Het kanton werd gevormd ingevolge het decreet van 21 februari 2014, met uitwerking op 22 maart 2015, met Luc-la-Primaube als hoofdplaats.

## Gemeenten
Het kanton omvat de volgende vier gemeenten:
- Flavin
- Luc-la-Primaube
- Olemps
- Sainte-Radegonde